# Bernardino Castelli
Bernardino Castelli (* 15. Juni 1750 in Arsiè bei Feltre; † 24. Februar 1810 in Venedig) war ein italienischer Maler, der neben biblischen Motiven Porträts malte.

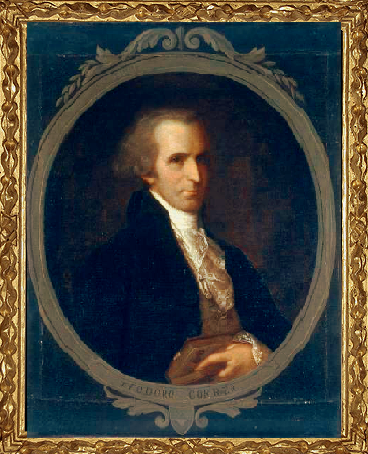
Porträt des venezianischen Sammlers Teodoro Correr

## Leben

### Erste Ausbildung in Feltre, erste Protektion, Treviso
Bernardino kam als Sohn des Francesco Castelli und der Maria Elisabetta Forcellini zur Welt. Schon als Kind soll er „Blumen, Tiere und Insekten mit Feder und Kohle“ gezeichnet haben. In Feltre erhielt er bei Giovanni d’Antonio eine erste Ausbildung, um sein Debüt als Ornamentmaler in der Villa des Adligen und Domherrn Franzoja in Quero zu geben. Dieser nahm Castelli mit nach Treviso und stellte ihn dem dortigen Bischof Paolo Francesco Giustiniani vor, der ihn nunmehr protegierte.
Dort wurde Castelli zum Porträtmaler, wobei er mit seinem Porträt des Bischofs Giustiniani berühmt wurde, das er für alle Pfarrer der Diözese neu ausführen musste. Daneben malte er Altarbilder für verschiedene Kirchen im Trevisanischen. 1772 wurde er vom Dominikanerkloster San Nicolò, gleichfalls in Treviso, eingeladen, innerhalb eines halben Jahres zahlreiche Porträts von Persönlichkeiten dieses Ordens anzufertigen. Diese Werke und einige der von ihm restaurierten Arbeiten stellte er im Kapitelsaal zusammen, der jedoch später zerstört wurde. 1775 zog Castelli auf Empfehlung des Bischofs zu dessen Bruder Antonio Giustiniani nach Padua, wo er sich weiterhin mit Porträts befasste.

### Venedig

Porträt des Paolo Renier, um 1779, Öl auf Leinwand, Museo Correr

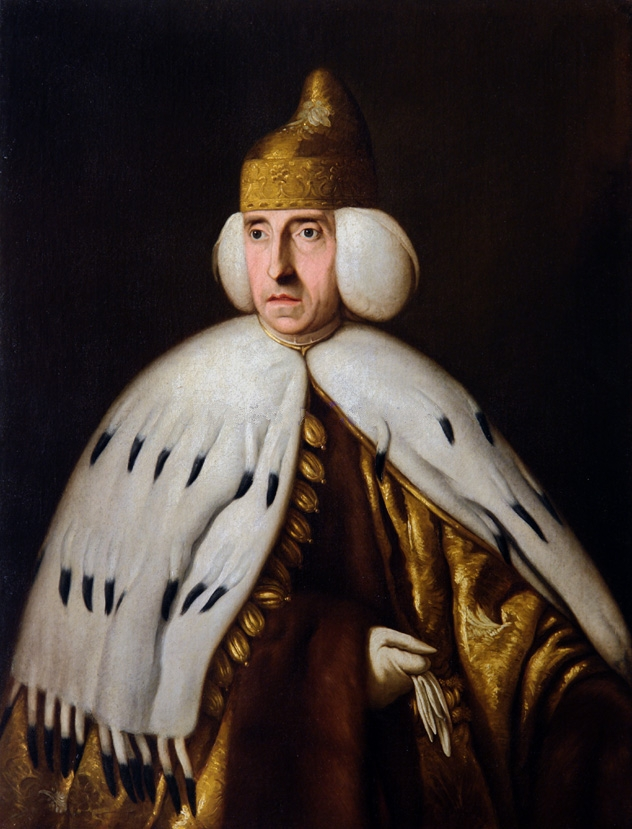
Porträt des letzten Dogen Lodovico Manin

Nun zog es den inzwischen weithin bekannten Maler nach Venedig, wo er 1782 Mitglied der Accademia di pittura wurde. Er porträtierte die Dogen Paolo Renier und Ludovico Manin – Bilder, die sich heute im Museo Correr befinden. Von einem Porträt Papst Pius’ VI., den er während dessen Aufenthalts in Venedig malte, existiert nur noch ein Stich, ebenso wie vom Porträt Pius’ VII.

### Bologna, Ferrara, Venedig
1792 ging er nach Bologna, gehörte der Accademia Clementina an, aber auch nach Ferrara, wo er weitere Porträts anfertigte. Dort galt er als „Maler der schönen Madonnine“ (Verkleinerungsform der Madonna). Unter seinen Werken befand sich eine Susanna mit den beiden Alten, dann ein Porträt der Elisabetta Morosini Gattenberg vor der Büste ihres Vorfahren, des Peloponnesiaco und kurzzeitigen Dogen Francesco Morosini.
Nunmehr unter der Protektion der Familie Zustinian (auch Giustinian) antwortete er nicht auf die Einladung Antonio Canovas, nach Rom zu kommen. Castelli, der in Venedig blieb, wurde 1810 auf Kosten der Zustinian in der Kirche San Giovanni Crisostomo beigesetzt.
Eine Würdigung seines Lebens und Werkes, die bis heute grundlegend ist, verfasste unmittelbar nach seinem Tod Giannantonio Moschini.